# های ریج (میزوری)
های ریج (به انگلیسی: High Ridge) یک منطقهٔ مسکونی در ایالات متحده آمریکا است که در شهرستان جفرسون، میزوری واقع شده‌است.های ریج ۱۰٫۳ کیلومتر مربع مساحت و ۴٬۵۹۸ نفر جمعیت دارد و ۲۸۳ متر بالاتر از سطح دریا واقع شده‌است.